# Toledo Montes
I Toledo Montes sono una formazione geologica della superficie di Giapeto.
Sono intitolati alla città spagnola di Toledo.